# Reichspost

Logo del 1925

La Reichspost è stata l'azienda di servizi postali statale della Germania dal 1871 al 1945, attraverso l'Impero guglielmino, la Repubblica di Weimar e il Reich nazista.

## Situazione precedente
Il Congresso di Vienna riconobbe ai Thurn und Taxis un'indennità economica per il fatto che in età napoleonica fosse stato loro revocato il monopolio postale.
La famiglia costituì una nuova amministrazione postale, in forma di impresa di diritto privato, la Thurn und Taxis Post, ritrasferendo la sede a Francoforte. Essa dovette negoziare con i singoli governi degli stati della Confederazione Germanica la concessione dei servizi postali. Molti stati, tuttavia, in genere i più estesi, preferirono non affidare le poste ai Thurn und Taxis, ma istituire proprie amministrazioni postali di stato.
Nel 1852 furono emessi i primi francobolli delle Poste Thurn und Taxis.

## Deutsche Reichspost
La Guerra austro-prussiana pose fine alle poste Thurn und Taxis-Post nel 1867, quando le truppe prussiane occuparono la Città libera di Francoforte e con essa gli uffici centrali delle poste tassiane. 
Nel 1870, in seguito alla Guerra franco-prussiana, fu proclamato l'Impero germanico. Anche le poste tedesche vennero riunificate nella nuova Reichspost e vennero soppresse tutte le precedenti amministrazioni. Fecero eccezione le poste degli stati federati del Baden (fino al 1872), Württemberg (fino al 1902) e Baviera, che rimasero autonome.
Il nome ufficiale della nuova amministrazione era inizialmente Kaiserliche Post und Telegraphenverwaltung ("Amministrazione imperiale delle Poste e Telegrafi"). Nel 1876 divenne Reichspostamt ("Ufficio postale nazionale"). La sede era a Berlino.
Nel 1924, in seguito alla fine della prima guerra mondiale ed alla conseguente Inflazione tedesca del 1920, l'ente fu nazionalizzato e ribattezzato Deutsche Reichspost.
La Reichspost è esistita fino alla fine della Seconda Guerra mondiale, ed è stata sostituita nel 1947 dalla Deutsche Bundespost nel territorio della Germania Ovest e dalla Deutsche Post nella Repubblica democratica tedesca.